# Campionato mondiale di korfball
Il Campionato mondiale di korfball è la massima manifestazione mondiale di korfball e si disputa una volta ogni quattro anni con sede itinerante, sotto il patrocinio della International Korfball Federation. La prima edizione si è giocata nel 1978.

## Albo d'oro
|               | Anno | Sede            | Vincitori   | Secondo posto | Terzo posto     |
| ------------- | ---- | --------------- | ----------- | ------------- | --------------- |
| I Dettagli    | 1978 | Paesi Bassi     | Paesi Bassi | Belgio        | Germania Ovest  |
| II Dettagli   | 1984 | Belgio          | Paesi Bassi | Belgio        | Germania Ovest  |
| III Dettagli  | 1987 | Paesi Bassi     | Paesi Bassi | Belgio        | Gran Bretagna   |
| IV Dettagli   | 1991 | Belgio          | Belgio      | Paesi Bassi   | Taipei          |
| V Dettagli    | 1995 | India           | Paesi Bassi | Belgio        | Portogallo      |
| VI Dettagli   | 1999 | Australia       | Paesi Bassi | Belgio        | Gran Bretagna   |
| VII Dettagli  | 2003 | Paesi Bassi     | Paesi Bassi | Belgio        | Repubblica Ceca |
| VIII Dettagli | 2007 | Repubblica Ceca | Paesi Bassi | Belgio        | Repubblica Ceca |
| IX Dettagli   | 2011 | Cina            | Paesi Bassi | Belgio        | Taipei          |
| X Dettagli    | 2015 | Belgio          | Paesi Bassi | Belgio        | Taipei          |